# Hibiscus haynaldii
Hibiscus haynaldii är en malvaväxtart som beskrevs av Ferdinand von Mueller. Hibiscus haynaldii ingår i Hibiskussläktet som ingår i familjen malvaväxter. Inga underarter finns listade i Catalogue of Life.